# Bumka asera
Bumka asera är en insektsart som beskrevs av Rauno E. Linnavuori och Al-ne'amy 1983. Bumka asera ingår i släktet Bumka och familjen dvärgstritar. Inga underarter finns listade i Catalogue of Life.